# Kościół św. Jadwigi Śląskiej w Radoszowach
Kościół świętej Jadwigi Śląskiej w Radoszowach – rzymskokatolicki kościół parafialny Parafii św. Jadwigi w Radoszowach w Radoszowach należący do dekanatu Gościęcin diecezji opolskiej.

## Historia
Pierwotny kościół został zbudowany w 1730 roku. Do 1929 roku nosił wezwanie Podwyższenia Krzyża Świętego. Odnowiono go w 1890 roku i rozebrano w 1928 roku. Obecny kościół został zbudowany w 1929 roku według projektu architekta Alberta Kőhlera z Pawłowiczek. W 2000 roku zostało wymienione pokrycie dachu z eternitu na gont.
W czasie II wojny światowej Niemcy skonfiskowali na cele zbrojeniowe około 100 tys. dzwonów kościelnych. Około 1600 dzwonów nie zdążono przetopić, między nimi skonfiskowanego z parafii w Radoszowach dzwonu z 1616 roku. Ocalały, został przekazany powstałej w 1954 parafii św. Urbana w Gelsenkirchen, która w 2022 podjęła decyzję o jego zwrocie macierzystej parafii w Polsce.

## Architektura

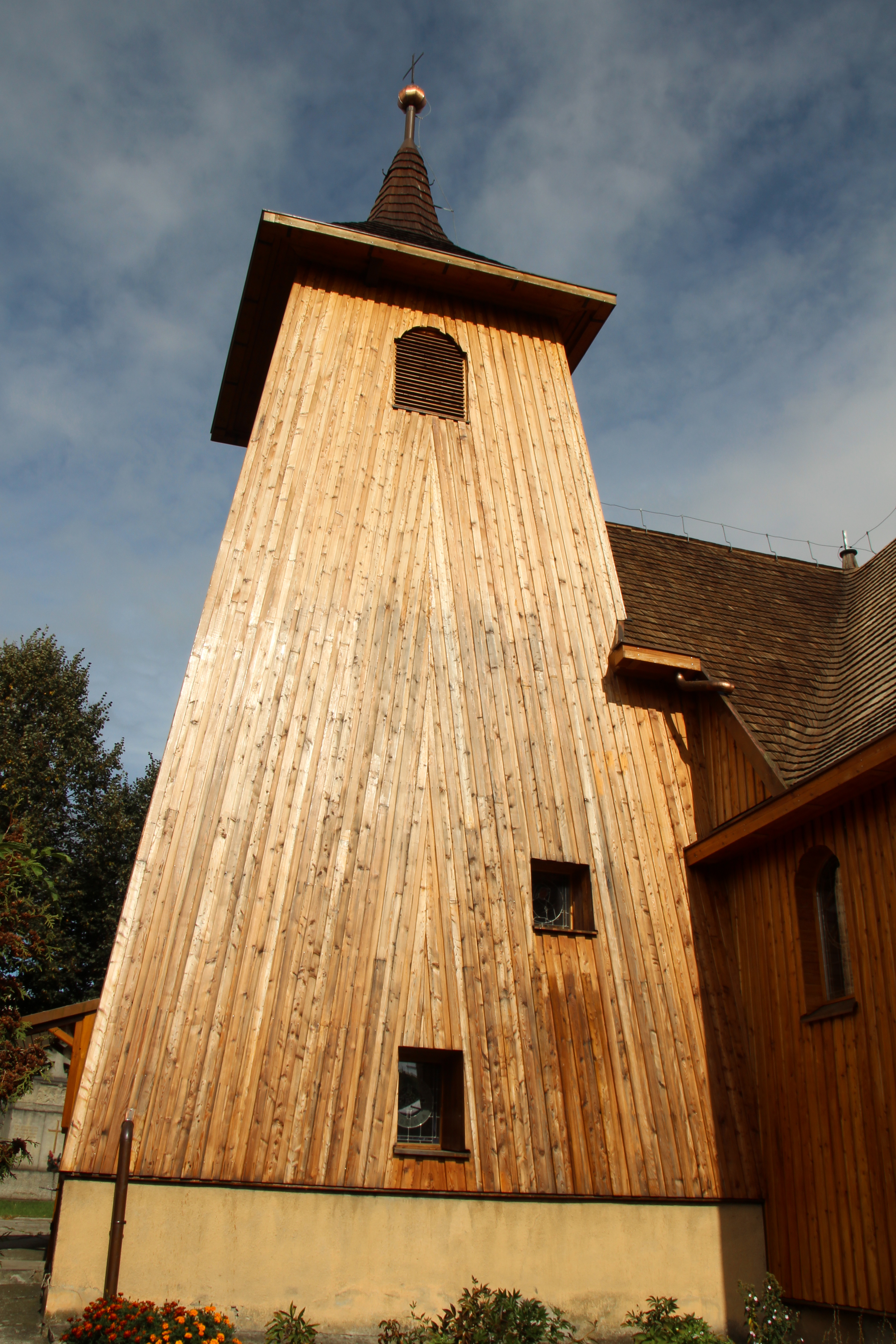
Wieża kościoła

Jest to budowla drewniana posiadająca konstrukcję zrębową. Wybudowano ją na planie krzyża, o ramionach transeptu – jednym zamkniętym trójbocznie, a drugim mocno rozbudowanym, zamkniętym prostokątnie. Prezbiterium świątyni jest mniejsze od nawy i zamknięte trójbocznie, z boku znajdują się piętrowe zakrystie. Od frontu stoi wieża, posiadająca konstrukcję słupowo-ryglową, jej ściany są pochylone ku górze, w przyziemiu znajduje się kruchta. Dzwon na wieży pochodzi z 1507 roku. Wieża jest zwieńczona ostrosłupowym dachem hełmowym. Kościół przekryty jest dachem dwukalenicowym, pokrytym gontem. Wnętrze jest wyłożone boazerią i przekryte stropami kolebkowymi. Chór muzyczny posiada prostą linię parapetu i jest podparty dwoma słupami. Wyposażenie kościoła pochodzi głównie z 1 połowy XVIII wieku, należą do niego: ołtarz główny w stylu barokowym i dwa ołtarze boczne, ambona w stylu rokokowym. Chrzcielnica z kamienia pochodzi z XVI wieku.

## Krypta
W budowli znajduje się krypta z grobem Johanny von Eichendorff, babki Josepha von Eichendorffa, niemieckiego poety epoki romantyzmu, urodzonego we wsi Łubowice koło Raciborza.